# Valentina Nikonova
Pour les articles homonymes, voir Nikonova.
Valentina Guennadievna Nikonova (en russe : Валентина Геннадьевна Никонова), née le 5 mars 1952 à Kazan, est une escrimeuse russe, ayant représenté l'Union soviétique en compétition et pratiquant le fleuret. 
Elle est devenue championne olympique par équipes en 1976.

## Carrière
Sur seulement quatre saisons, entre 1973 et 1976, Nikonova remporte un titre olympique, deux titres mondiaux et un titre de vainqueur de la coupe du monde d'escrime. Elle gagne son premier titre mondial en individuel, aux championnats du monde de Göteborg en 1973, devançant la Hongroise Ildikó Schwarczenberger. Cette victoire lui assure de remporter la Coupe du monde. La Hongrie prend sa revanche en finale de l'épreuve par équipes, privant l'Union soviétique du titre. L'année suivante, ce sont les soviétiques, parmi lesquelles figure Valentina Nikonova, qui s'impose devant l'équipe de Hongrie. 
Nikonova n'intègre pas l'équipe soviétique victorieuse l'année suivante aux championnats du monde de Budapest. Mais elle est sélectionnée pour les Jeux olympiques de Montréal où son équipe part favorite devant les équipes de Hongrie et de Roumanie. Mais contre toute attente, c'est l'équipe de France, victorieuse de ces deux équipes, qui affronte l'Union soviétique en finale. La série de victoires françaises est interrompue par l'équipe soviétique, qui confirme son statut de meilleure équipe mondiale.

## Palmarès
- Jeux olympiques
  -  Médaille d'or par équipes aux Jeux olympiques de 1976 à Montréal

- Championnats du monde d'escrime
  -  Médaille d'or par équipes aux championnats du monde d'escrime 1974 à Grenoble
  -  Médaille d'or aux championnats du monde d'escrime 1973 à Göteborg
  -  Médaille d'argent par équipes aux championnats du monde d'escrime 1973 à Göteborg